# Altan Urag
Altan Urag es una banda de folk rock mongol formado en mayo de 2002. El nombre ("Алтан Ураг") viene a significar "familia del Khan", haciendo referencia al antiguo esplendor mongol, cuando Gengish Khan y sus descendientes gobernaron el mayor imperio terrestre de la historia. 

## El grupo
B. Erdenebat (Erka), M. Chimedtogtokh (Chimdee), Ts. Gangaa (Gangaa), P. Oyunbileg (Oyunaa), B. Bolortungalag y B. Burentogs son los miembros del grupo. Todo ellos se graduaron en el mismo conservatorio de música, donde se conocieron y comenzaron a actuar.
Realizaron su primer concierto en 2002, en el festival "Roaring Hooves", festival de música contemporánea en Mongolia.

## Discografía
- Foal's Been Born (Álbum, 2004)
- Made in Altan Urag (Álbum, Sonor records, 2006)
- Mongol (soundtrack) (4 tracks, Colosseum Music)
- Blood (Álbum 2009)
- Hypnotism (Álbum 2009)